# Grupo Positivo
Grupo Positivo é uma holding brasileira, sediada na cidade de Curitiba, com duas atuações distintas: a Positivo Tecnologia, de capital aberto; e a Positivo Educacional, de capital fechado.
O Grupo atua ainda com um sistema de ensino voltado às redes de educação, chamado Aprende Brasil, presente em mais de 200 municípios brasileiros. A Posigraf, uma das maiores gráficas da América Latina, também faz parte do Grupo Positivo. Por fim, o Centro de Eventos Positivo, localizado no Parque Barigui, em Curitiba, também é administrado pelo Grupo Positivo, sob sistema de concessão da prefeitura.

## História
Entre os fundadores da primeira empresa do grupo, um curso pré-vestibular em 1972, estão Samuel Ramos Lago (1941-2020) e Oriovisto Guimarães (um total de 8 pessoas). Em 1972, foi criado a Editora Positivo, para dar suporte gráfico aos livros didáticos educacionais.
A Positivo Tecnologia, criada em 1989, é uma indústria de eletrônicos, que vão desde microcomputadores a escâneres manuais, além notebooks, smartphones e tablets.
O crescimento do grupo, a partir da matriz paranaense, foi marcado pela disputa em 2001 com a Fundação Getúlio Vargas, para a aquisição do acervo de mais de 8 mil livros da biblioteca de Roberto Campos.
Seu reconhecimento no mercado, especialmente editorial, se deu quando em dezembro de 2003 adquiriu os direitos de publicação do Aurélio. A esta ampliação seguiu-se a produção de softwares educacionais.
Em 2010, os principais acionistas eram: Ruben Tadeu Coninck Formighieri, Cixares Libero Vargas, Hélio Bruck Rotenberg, Samuel Ferrari Lago, Paulo Fernando Ferrari Lago e Thais Susana Ferrari Lago, enquanto Oriovisto doou sua participação acionária para os filhos, mas manteve-se no grupo por possuir uma única ação, até 2012, quando afastou-se.
Em 2018, parte das atividades do grupo no ramo educacional foi vendida para a empresa Arco Educação. A empresa Arco, com sede no Ceará, comprou a unidade que administra a venda de produtos e serviços, como apostilas e orientação pedagógica, que permanecerão com a marca "Positivo".

### Universidade, teatro e centro de exposição
O grupo foi mantenedor da Universidade Positivo (UnicenP) até 5 de dezembro de 2019, quando vendeu a universidade, o Teatro Positivo e o Centro de Exposições Expo Unimed (atual Viasoft Experience) para o Grupo Cruzeiro do Sul Educacional, dono da Universidade Cruzeiro do Sul pelo valor de R$ 500 milhões.